# Kenichi Serada
Kenichi Serada (født 20. oktober 1973) er en tidligere japansk fodboldspiller.
Han har spillet for flere forskellige klubber i sin karriere, herunder Kashima Antlers og Cerezo Osaka.